# 鮑哲南

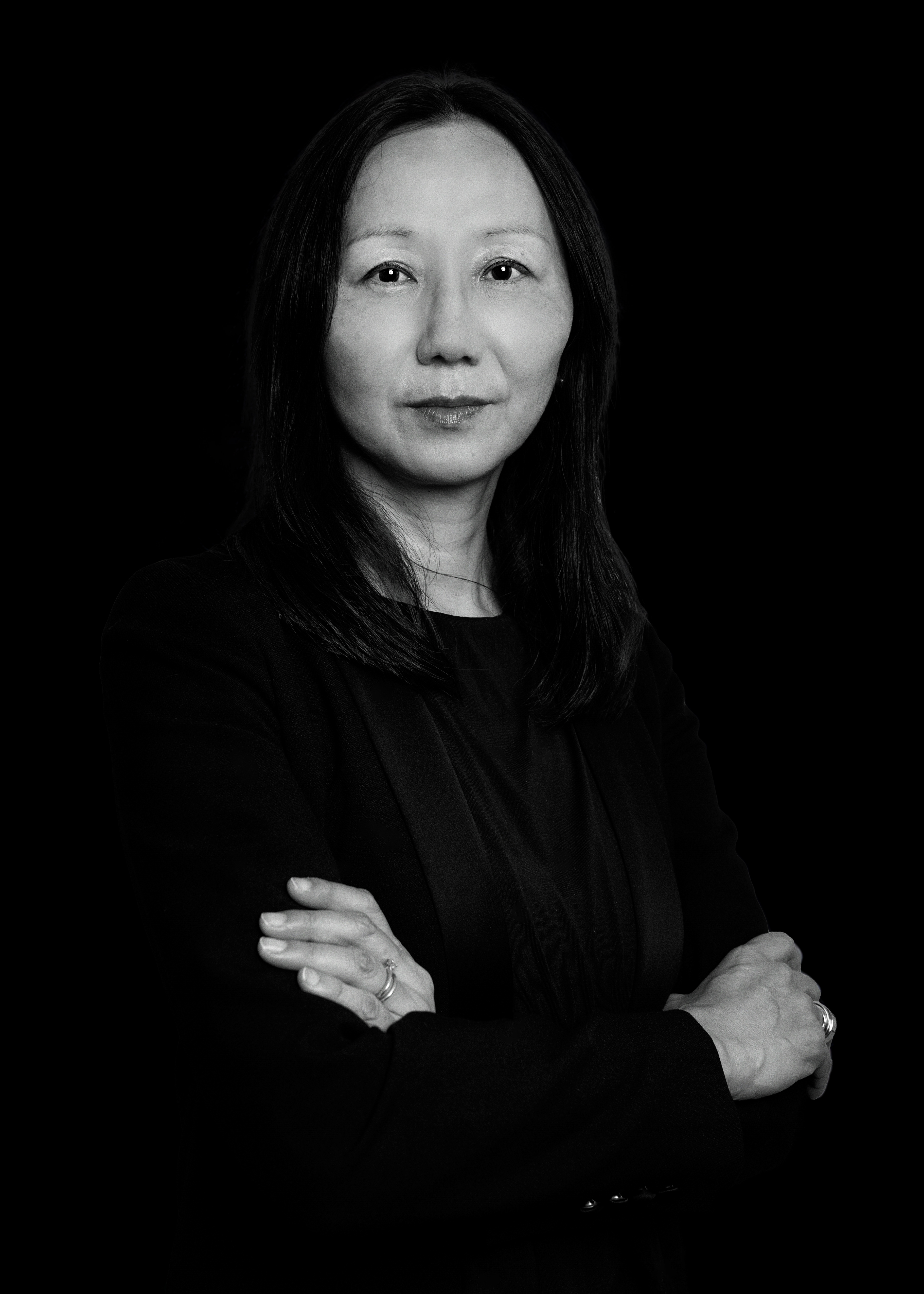
鮑哲南(2024)

鮑 哲南（ほう てつなん、バオ・ツェンナン、Bao Zhennan、1970年 - ）は中国南京市出身の在米華僑化学者。スタンフォード大学教授。主な業績は電子皮膚等の有機電子材料・高分子電子材料の設計コンセプトの開発。

## 来歴
南京大学化学化工学院在学中の3年時にアメリカに留学し、1995年にシカゴ大学でPh.D.を取得。同年からルーセント・テクノロジー傘下のベル研究所材料研究部門に研究者として勤務した。2004年から現職。

## 受賞歴
- 2017年 - ロレアル-ユネスコ女性科学賞
- 2018年 - ヴィルヘルム・エクスナー・メダル
- 2020年 - ウィラード・ギブズ賞
- 2022年 - クラリベイト引用栄誉賞

## 参照
- Bao Lab Webseite
- Profil bei